# Jeanne Surugue
Pour les articles homonymes, voir Surugue et Besson.
Jeanne Surugue, dite Jeanne Besson-Surugue après son mariage, née le 3 septembre 1896 à Paris et morte le 24 août 1990 à Poissy, est la première Française diplômée en architecture de l’École nationale des Beaux-Arts et la première architecte diplômée d’État française.

## Biographie

### Jeunesse et famille
Jeanne Marie Surugue naît en 1896 à Paris, fille de Constant Alexandre Surugue, découpeur sur bois, et de Marie Marguerite Ursule Engel, brodeuse, son épouse. Son frère aîné, Pierre Hubert Surugue (1893-1935) devient architecte. La famille s'établit à Maisons-Alfort.
En 1929, Jeanne Surugue épouse à Kratié au Cambodge Pierre Georges Besson, administrateur des colonies de 18 ans son aîné,. Rentré en France vers 1931, le couple s'établit 121, rue de Courcelles, puis quelques années plus tard à Maisons-Alfort, rue Louise-Lesieur. C'est là que Pierre Besson meurt, en 1950. Leur fils Jean-Pierre, né en 1936 à Paris et devenu enseigne de vaisseau, meurt dans l'exercice de ses fonctions en 1961.

### Parcours
Trois ans après son frère, en 1916, Jeanne Surugue intègre l’École nationale des beaux-Arts, au sein de l’atelier préparatoire d’Alexandre Maistrasse,,. Deux ans plus tard, elle est l'une des deux femmes candidates au concours d’admission de la section Architecture, et la seule reçue dès le premier essai. Intégrée sous le matricule 7192, elle suit les ateliers d'Henri Deglane et Charles Nicod, et sort diplômée en février 1923, présentant pour sa soutenance un sujet « significatif », un projet de maternité dans une ville de province. Elle est ainsi la première diplômée française en architecture des Beaux-Arts de Paris, plus de vingt ans après l'Américaine Julia Morgan. Au mois de novembre suivant, elle devient la première Française architecte officiellement diplômée d'État. La nouvelle est reprise dans quelques journaux, en France mais aussi à l'étranger,,. 
Admise au sein de la Société des architectes diplômés par le gouvernement (SADG) en 1924, Jeanne Surugue est pourtant contrainte de s'expatrier pour pouvoir exercer, à une époque où les préjugés envers les compétences des femmes sont nombreux. Le paysagiste français Jean Claude Nicolas Forestier la fait venir à Cuba avec quatre autres jeunes diplômés (Eugène Beaudouin, Jean Labatut, Louis Heitzler et Théodore Leveau), pour concevoir et réaliser des jardins publics,. D'autres architectes et ingénieurs locaux rejoignent le groupe de travail, dont Jeanne Surugue est la seule femme. En 1925, un de ses projets figure dans l'ouvrage de Joseph Marrast, 1925. Jardins. L'Art des jardins à l'Exposition des arts décoratifs.
En parallèle, Jeanne Surugue travaille de 1928 à 1930 comme architecte des travaux publics à Phnom Pehn, aux côtés de l'architecte Jean Desbois (en), au titre de « fonctionnaire contractuel hors de France »,. Elle est citée en 1930 comme faisant partie du comité de direction du groupe d'architectes Art et Construction, aux côtés d'Henri Sauvage, Le Corbusier, Mallet-Stevens, Charles Siclis, Raymond Fischer, Henri Thalheimer et André Bloc.
Rentrée en France vers 1931, Jeanne Surugue expose avec d'autres architectes, au Salon des arts français de l'Indochine, des projets d'urbanisme et de monuments indochinois. L'année suivante, elle présente au Salon des artistes français un « projet de résidence supérieure au Cambodge », en collaboration avec l'architecte Michel Millochau.
La suite de sa carrière n'est pas renseignée. Il est possible que la naissance de son fils en 1936 ait mis fin à son activité professionnelle.
Jeanne Surugue meurt en 1990 à Poissy, à l'âge de 93 ans,.

## Publications
- Joseph Marrast (ill. Jean Saudé), 1925. Jardins : L'Art des jardins à l'Exposition des arts décoratifs, Paris, Éditions d'art Charles Moreau, 1925Recueil de 54 planches légendées, dont 12 aquarelles, présentant divers jardins modernes, la plupart composés pour l'Exposition des arts décoratifs de 1925, d'autres étant ceux de propriétés privées en France, dans le but de donner « un reflet assez exact de ce qu'est aujourd'hui l'art des jardins ». Jardins de Jacques Gréber, Gabriel Guevrekian, Jacques Lambert, Albert Laprade, Pierre Legrain, Mallet-Stevens, Joseph Marrast, Henri Ploquin, Charles Plumet, Henri Rapin, Tony Georges Roux, Jeanne Surugue, Vacherot et Riousse.

## Archives personnelles
- Dossier individuel de scolarité à l’École nationale des Beaux-Arts, 1916-1925, plateforme AGHORA, INHA[11]
- Dossier individuel de demande d'agrément d'architecte, ministère de la Reconstruction et de l'Urbanisme ; direction de la Construction, cote 19771065/25, Archives nationales [lire en ligne]